# Anethum sowa
Anethum sowa là một loài thực vật có hoa trong họ Hoa tán. Loài này được Roxb. ex Fleming mô tả khoa học đầu tiên năm 1810.